# Salinosporamid A
Salinosporamid A (alias Marizomb) ist ein Naturstoff, der aus in Meeressedimenten vorkommenden Bakterien der Art Salinispora tropica und Salinispora arenicola isoliert wurde. Chemisch ist die Verbindung ein hoch funktionalisiertes γ-Lactam-β-lacton. Die Verbindung wirkt als Proteasom-Inhibitor und wird in klinischen Tests auf die Wirksamkeit als Antikrebsmittel untersucht.

## Geschichte
Salinosporamid A wurde im Jahr 2003 entdeckt. Die Verbindung gehört zu einer Familie von Verbindungen, die als Salinosporamide bezeichnet werden.
In Screeningversuchen zeigte diese Stoffgruppe hohe in-vitro-Zytotoxizität gegen verschiedene Karzinomarten. Es wurde festgestellt, dass das Salinosporamid A das Zellwachstum durch Blockade des Enzyms Proteasom beeinflusst.

## Wirkmechanismus
Durch Röntgenstrukturanalyse von Proteasom konnte der Wirkmechanismus des Salinosporamids aufgeklärt werden. Eine Schlüsselstellung besitzt dabei das Chloratom, das durch Abspaltung eine interne Cyclisierungsreaktion auslöst.

## Herstellung
Die erste Totalsynthese gelang der Arbeitsgruppe von E. J. Corey im Jahr 2004. Ausgehend von (S)-Threonin-methylester erfolgt die Synthese in sechs Stufen. Die Biosynthese durch das Bakterium Salinispora tropica erfolgt vermittels eines SalC  genannten Enzyms (einer Ketosynthase).